# 美食偵探王
《美食偵探王》（日语：喰いタン）是日本漫畫家寺澤大介的日本漫畫作品。於青年漫畫雜誌《EVENING》2002年6月號開始連載，於2009年15號結束連載。單行本全16卷
2006年由原作改編的電視劇《美食偵探王》於日本電視台播放。香港亞洲電視本港台於2007年播出，譯名為《為食神探》；台灣緯來日本台於2008年5月12日起播出，譯名為《大胃王神探》。

## 劇情簡介
「高野偵探事務所」的主人：高野聖也，是一個公認的美食家及大胃王，常受大學學弟：緒方警部的請託，與秘書兼助手：出水京子一同幫忙解決各式各樣棘手的案件。但是高野有個壞習慣：會把現場的食物－無論是不是證據－給吃了下去。這給緒方帶來了不少困擾，還要麻煩助手來善後，不過當嘗過這些證物後，高野便會從食物的一些特質及狀態推理出案件的答案。

## 主要人物
高野聖也
本作主角，『高野偵探事務所』的主人。雖然開設偵探事務所但其實本業是歷史小說家，是一位美食家及大胃王。精通各種料理，從高級的鵝肝醬到庶民的牛丼都相當有研究。會不顧安全的把犯罪現場的食物吃下去，就算可能被下了毒也一樣。繼承了父母龐大的遺產，偵探及小說家的工作都是偏向興趣的。
出水京子
高野的秘書兼助手，會幫忙高野解說他的推理，但偶爾也要幫高野收拾善後。和高野的大胃王相反，吃東西時相當注意自己的身材。
緒方
警視廳的警部，高野的大學學弟，雖然看不慣高野亂吃東西的行為，但非常器重他的推理。
高村 耕司
著名的推理作家，常以曾祖父之名起誓，卻完全不被高野放在心裡。
三枝夫人
大田原 巖
清原 宿六
中華料理店『滿州』的店老闆，手藝精湛、但嗜賭成性，經常因偷賭賽馬把錢輸光而遭孔武有力的妻子節子痛打。
小川 龍也
白木 佳代
狩野 光子
為天才女騙子，能在一瞬間就地取材完成騙局，目前不曾被抓過。

## 出版書籍
| 卷數 | 講談社         | 講談社                 | 尖端出版社     | 尖端出版社            |
| 卷數 | 發售日期       | ISBN                   | 發售日期       | EAN / ISBN            |
| ---- | -------------- | ---------------------- | -------------- | --------------------- |
| 1    | 2002年11月22日 | ISBN 978-4-06-352016-3 | 2003年4月19日  | EAN 471-0614-36164-5  |
| 2    | 2003年5月23日  | ISBN 978-4-06-352029-3 | 2003年7月19日  | EAN 471-0614-36275-8  |
| 3    | 2003年11月21日 | ISBN 978-4-06-352045-3 | 2004年1月16日  | EAN 471-0614-36514-8  |
| 4    | 2005年9月21日  | ISBN 978-4-06-352121-4 | 2006年3月8日   | EAN 471-7702-20251-4  |
| 5    | 2006年3月23日  | ISBN 978-4-06-352144-3 | 2006年6月29日  | EAN 471-7702-20526-3  |
| 6    | 2006年9月22日  | ISBN 978-4-06-352166-5 | 2006年12月12日 | EAN 471-7702-20738-0  |
| 7    | 2007年3月23日  | ISBN 978-4-06-352180-1 | 2007年6月1日   | EAN 471-7702-21148-6  |
| 8    | 2007年4月23日  | ISBN 978-4-06-352184-9 | 2007年10月3日  | EAN 471-7702-21230-8  |
| 9    | 2007年12月21日 | ISBN 978-4-06-352209-9 | 2008年4月2日   | EAN 471-7702-21770-9  |
| 10   | 2008年3月21日  | ISBN 978-4-06-352217-4 | 2008年12月31日 | EAN 471-7702-22258-1  |
| 11   | 2008年7月23日  | ISBN 978-4-06-352232-7 | 2009年12月9日  | EAN 471-7702-22811-8  |
| 12   | 2008年10月23日 | ISBN 978-4-06-352239-6 | 2010年10月8日  | EAN 471-7702-23494-2  |
| 13   | 2009年2月23日  | ISBN 978-4-06-352253-2 | 2014年6月10日  | EAN 471-7702-24383-8  |
| 14   | 2009年6月23日  | ISBN 978-4-06-352270-9 | 2015年4月10日  | EAN 471-7702-26554-0  |
| 15   | 2009年9月23日  | ISBN 978-4-06-352280-8 | 2015年8月17日  | EAN 471-7702-26721-6  |
| 16   | 2009年10月23日 | ISBN 978-4-06-352286-0 | 2016年9月13日  | ISBN 978-957-106853-4 |